# Jean-Bédel Bokassa der Jüngere
Jean-Bédel Georges Bokassa (der Jüngere) (* 2. November 1973 in Bangui) ist ein Sohn von Diktator Jean-Bédel Bokassa, der von 1966 bis 1976 Staatspräsident der Zentralafrikanischen Republik und von 1976 bis 1979 selbsternannter Kaiser des Zentralafrikanischen Kaiserreichs war. Er wurde von seinem Vater im Alter von vier Jahren zum Kronprinz (französisch prince héritier de Centrafrique) ernannt. Fortan war er auch als Prinz Jean-Bédel Bokassa II. bekannt.
Bokassa Junior ist Sohn der Kaiserin Catherine, der sechsten Frau seines Vaters. Er spielte bei der Krönung seines Vaters am 4. Dezember 1977 eine wichtige Rolle.
Er lebt (Stand 2021) in Paris.

## Familie
Bokassas älterer Bruder Jean-Serge Bokassa (* 1971) bewarb sich 2015 um das Amt des Staatspräsidenten der Zentralafrikanischen Republik.